# The Benny Hill Show
A The Benny Hill Show egy brit televíziós műsor volt, amely 1969-től kezdve húsz éven át volt műsoron a Thames Television elnevezésű csatornán. Nevét Benny Hill brit komikusról kapta, aki a műsor nagy részében a főszerepet alkotta. Szintén főbb szerepeket kaptak Jackie Wright, Bob Todd, Henry McGee és Nicholas Parsons színészek is. Továbbá ismert szereplők voltak Sue Upton, Rona Newton-John (a híres-nevezetes Olivia Newton John testvére), és Peter Grant is.

## Története
A Benny Hill Show első adását 1969-ben sugározta a televízió. A humorista műsora az idők folyamán teljes népszerűségre tett szert, hiszen a táncos jelenetek mellett a pantomim és a humor kettős szerepe, valamint számos paródia is a műsorhoz köthető.
Számos alkalommal történt az, hogy több epizód jeleneteit összevágták.
A műsort végül 1989-ben betiltották, mivel a betiltók szerint a műsor eléggé ártalmas a nőkre nézve, valamint azzal indokolták a műsor befejezését, hogy túl rosszul nyúl a műsor a nőkhöz, valamint a nők jogait.[forrás?]
Benny Hill 1992-ben meghalt.

## Fordítás
- Ez a szócikk részben vagy egészben  a   The Benny Hill Show című angol Wikipédia-szócikk ezen változatának fordításán alapul.  Az eredeti cikk szerkesztőit annak laptörténete sorolja fel. Ez a jelzés csupán a megfogalmazás eredetét és a szerzői jogokat jelzi, nem szolgál a cikkben szereplő információk forrásmegjelöléseként.